# Battaglia d'Inghilterra
La battaglia d'Inghilterra (in inglese: Battle of Britain e in tedesco: Luftschlacht um England) è il nome storico della campagna aerea svoltasi durante la seconda guerra mondiale e combattuta dall'aeronautica militare tedesca, la Luftwaffe, contro il Regno Unito tra l'estate e l'autunno del 1940. L'obiettivo della campagna era di guadagnare la superiorità aerea sull'aviazione militare britannica, la Royal Air Force (RAF), e particolarmente contro i suoi aerei da caccia inquadrati nel RAF Fighter Command.
La battaglia d'Inghilterra fu la prima grande campagna di guerra a essere combattuta interamente da forze aeree e fu anche la più grande e intensa azione di bombardamento aereo fino a quella data. Nel luglio 1940, gli obiettivi principali furono i convogli di rifornimento e i porti, quali Portsmouth; un mese dopo, la Luftwaffe iniziò a colpire gli aeroporti e le infrastrutture della RAF. Con il progredire della battaglia, la Luftwaffe iniziò a bombardare anche le fabbriche aeronautiche e altre infrastrutture, anche per annientare la volontà di resistenza della popolazione civile. Alla fine, la Luftwaffe si concentrò su aree di significato politico utilizzando la strategia del bombardamento strategico.
Il fatto che la Germania nazista avesse fallito nei suoi piani, non riuscendo né a distruggere il sistema di difesa aerea britannico, né a obbligare il Regno Unito a negoziare un armistizio o una resa, fu la prima significativa sconfitta tedesca della seconda guerra mondiale. Impedendo alla Germania di acquisire la superiorità aerea, la battaglia sventò la minaccia che Hitler desse il via all'Operazione Leone marino, l'invasione della Gran Bretagna. Alla battaglia partecipò, in modo del tutto ininfluente, anche la Regia Aeronautica con 170 tra caccia, bombardieri e ricognitori, inquadrati nel C.A.I., Corpo Aereo Italiano.

## Premessa

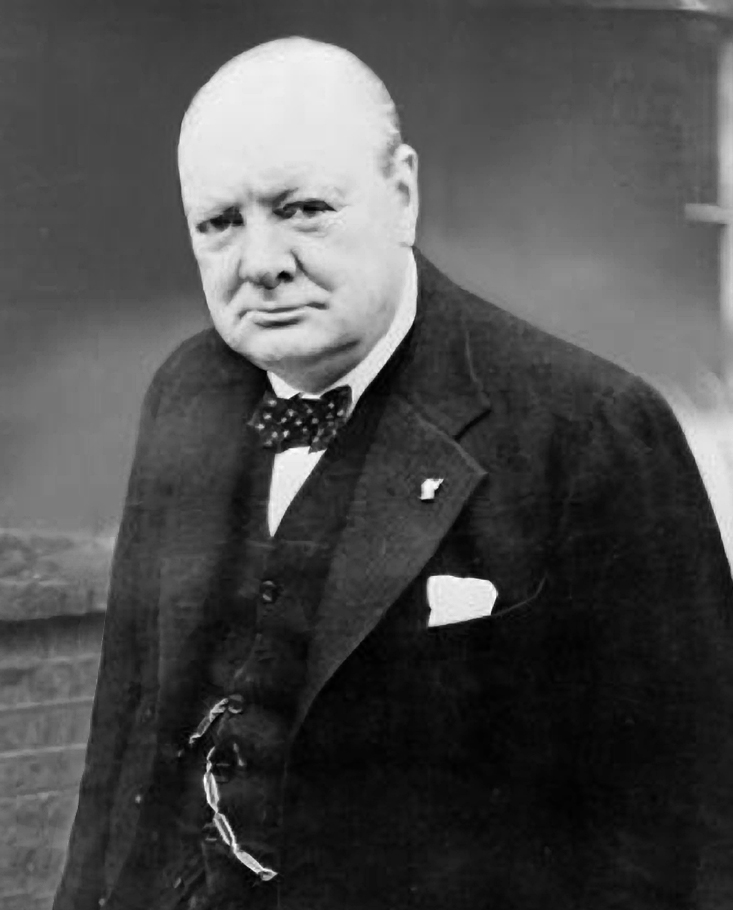
Il primo ministro britannico Winston Churchill

Le prime fasi della seconda guerra mondiale videro il susseguirsi di invasioni compiute dai tedeschi sul continente europeo grazie al potere aereo della Luftwaffe, in grado di stabilire la superiorità aerea tattica. Il 7 e 8 maggio 1940 il dibattito sulla Norvegia mise in discussione la leadership del primo ministro britannico Neville Chamberlain, che fu costretto alle dimissioni. Il 10 maggio i tedeschi invasero la Francia e lo stesso giorno Winston Churchill divenne primo ministro. Il RAF Fighter Command, il comando dell'aviazione da caccia britannico, era a corto di piloti addestrati e di aerei ma, malgrado le obiezioni del suo comandante Hugh Dowding circa il rischio di lasciare la Gran Bretagna indifesa, Churchill inviò i reparti da caccia a supporto delle operazioni in Francia, dove la RAF subì gravi perdite. I nuovi aerei inglesi ebbero modo di apprendere la tecnica aerea di combattimento tedesca dimostrando di seguirla al momento dello scontro diretto.
Dopo l'evacuazione britannica di Dunkerque e la resa francese del 22 giugno 1940, Hitler era principalmente concentrato sulle possibilità d'invadere l'Unione Sovietica credendo che i britannici, sconfitti sul continente e senza alleati in Europa, avrebbero cercato un accordo entro breve tempo. I tedeschi erano così fiduciosi in un imminente armistizio che cominciarono a produrre le decorazioni da usare nelle strade per le parate celebrative delle truppe vittoriose. Sebbene il Segretario di Stato per gli affari esteri britannico, Lord Halifax, e una corrente di pensiero nell'opinione pubblica e nella classe politica fossero favorevoli a una pace negoziata con la Germania, Churchill e la maggioranza del suo governo rifiutarono di prendere in considerazione l'ipotesi di un armistizio con Hitler. Al contrario, Churchill utilizzò le sue capacità retoriche per rafforzare l'opinione pubblica contro l'ipotesi della capitolazione e per prepararsi per una lunga guerra. Nel suo discorso del 18 giugno 1940 alla Camera dei Comuni, in seguito ricordato come quello della «Quella fu la loro ora migliore» (in inglese This was their finest hour) affermò: «Quella che il generale Weygand ha chiamato la battaglia di Francia è finita. Mi aspetto ora che stia per iniziare la battaglia d'Inghilterra [Britain nell'originale]».
Il rifiuto delle proposte di pace tedesche da parte britannica fu netto. Nel tentativo di terminare la guerra a Occidente e di spingere il governo di Londra a trattare la pace, il 16 luglio Hitler ordinò di preparare un piano d'invasione delle isole britanniche. Il piano fu preparato dall'OKW (lo stato maggiore delle forze armate). L'operazione, battezzata Seelöwe (Leone marino), venne pianificata per metà settembre 1940 e prevedeva sbarchi lungo la costa meridionale dell'Inghilterra, appoggiati da lanci di paracadutisti nell'entroterra. I preparativi dovevano essere completati entro la metà di agosto.
L'operazione Leone marino era un progetto gravemente carente: soffriva di mancanza di risorse (specialmente navi per il trasporto truppe e materiali, per non parlare dei mezzi da sbarco) e di gravi divergenze tra la Marina e l'Esercito. Con la minacciosa presenza della Royal Navy a un sol giorno di navigazione dalla Manica, sembra, col senno di poi, molto improbabile che il piano avrebbe mai potuto funzionare. Su una cosa tutti i servizi segreti tedeschi concordavano: sarebbe stato irrealizzabile se prima la Luftwaffe non avesse conquistato la superiorità aerea. Col predominio nei cieli, la Royal Navy poteva essere distrutta e le difese terrestri sconfitte. Così, il primo compito da assolvere era la distruzione della Royal Air Force (RAF) come forza combattente. Venne perciò ideato un piano per attaccare gli aeroporti e i centri di produzione aeronautica. Il comandante della Luftwaffe, Reichmarshall Hermann Göring, battezzò il piano Adlerangriff (Attacco dell'Aquila) e l'inizio delle operazioni fu stabilito per l'11 agosto 1940 (Adlertag, giorno dell'aquila) con un attacco in forze.
L'Adlertag fu preceduto da un mese di attacchi ai convogli in navigazione lungo la Manica. Questo periodo, chiamato dai tedeschi Kanalkampf (battaglia del Canale), fu usato come occasione per saggiare le difese della RAF e attirare i suoi caccia in combattimento. La RAF data l'inizio della battaglia, con i primi attacchi ai convogli, al 10 luglio 1940.

## La strategia dellaLuftwaffe

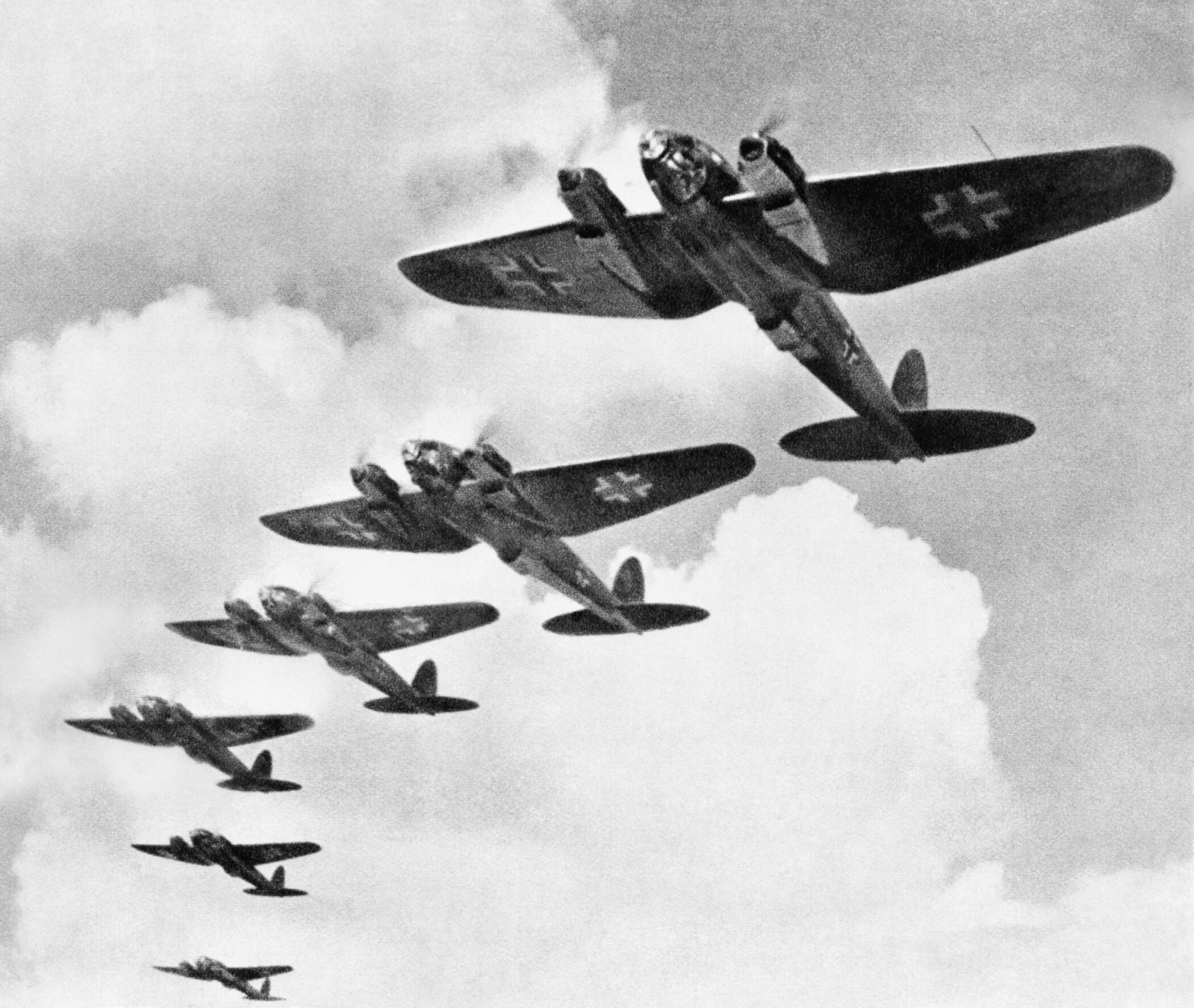
Bombardieri Heinkel He 111 durante la battaglia di Inghilterra

La strategia tedesca era influenzata dalle teorie sul bombardamento strategico, come quelle dell'italiano Giulio Douhet, che si erano sviluppate nel corso degli anni venti e trenta. Queste teorie enfatizzavano l'attacco aereo, la debolezza delle difese antiaeree, e gli effetti dei bombardamenti terroristici sul morale dell'opinione pubblica. Dopo la guerra di Spagna, l'attenzione tedesca si era orientata principalmente verso operazioni aeree di carattere tattico. In Polonia e Francia, la Luftwaffe aveva operato congiuntamente alla Wehrmacht, dando vita alla Blitzkrieg o "guerra lampo". Nella battaglia d'Inghilterra la Luftwaffe però doveva operare da sola, non come supporto all'offensiva delle truppe di terra ma come arma decisiva. Gli alti comandi avevano una grande fiducia nell'efficacia del bombardamento strategico e Göring vedeva nell'imminente battaglia l'occasione per dimostrare che cosa era in grado di fare la sua forza aerea.
Dopo la battaglia di Francia, la Luftwaffe si riorganizzò sulla base di tre Luftflotten (flotte aeree) lungo i fianchi meridionale e settentrionale dell'Inghilterra. La Luftflotte 2, comandata dal Generalfeldmarschall (grado equivalente a quello di generale di Armata Aerea, generale a quattro stelle) Albert Kesselring era responsabile per i bombardamenti dell'Inghilterra sud-orientale e della zona di Londra. La Luftflotte 3, comandata dal Generalfeldmarschall Hugo Sperrle era responsabile per la West Country, le Midlands e l'Inghilterra nord-occidentale. La Luftflotte 5, comandata dal Generaloberst (grado equivalente a quello di generale di Squadra Aerea) Hans-Jurgen Stumpff, con quartier generale in Norvegia, era responsabile per le operazioni contro il Nord Inghilterra e la Scozia. Nel corso della battaglia le responsabilità dei comandi si modificarono, con la Luftflotte 3 che si fece carico degli attacchi notturni, mentre il peso degli attacchi diurni ricadde progressivamente sulle spalle della Luftflotte 2. Per breve tempo, ai combattimenti prese parte anche una forza di spedizione italiana, il Corpo Aereo Italiano.

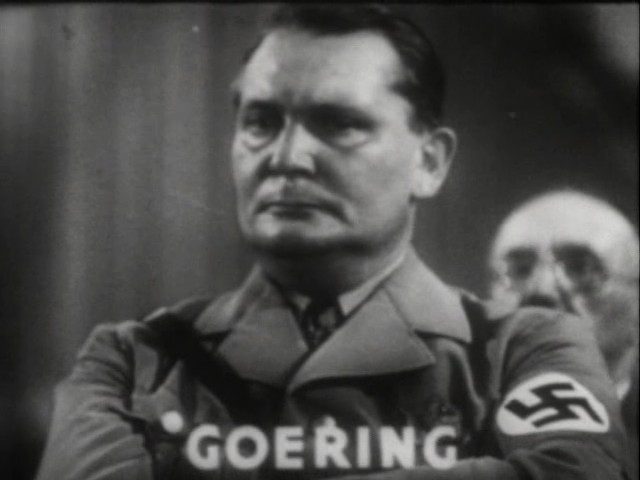
Hermann Göring, capo della Luftwaffe

Le stime iniziali della Luftwaffe circa la durata della campagna prevedevano quattro giorni per sconfiggere il Comando Caccia (Fighter Command) della RAF nell'Inghilterra meridionale, cui dovevano far seguito altre quattro settimane in cui bombardieri e caccia a lungo raggio avrebbero spazzato il resto del paese e distrutto l'industria aeronautica britannica. Il piano prevedeva di iniziare attaccando gli aeroporti vicino alla costa, estendendo in seguito gli attacchi verso l'entroterra, verso Londra e l'anello di aeroporti incaricati della sua difesa. Nel complesso la Luftwaffe si attenne a questo schema ma i suoi comandanti avevano gravi divergenze sulla strategia complessiva dell'operazione: il comandante della Luftflotte 3, Hugo Sperrle, voleva sradicare l'infrastruttura della difesa antiaerea facendo ricorso ai bombardieri, la sua controparte nella Luftflotte 2, Albert Kesselring, chiedeva di attaccare direttamente Londra - sia per costringere il governo britannico alla resa, sia per costringere i caccia della RAF a una battaglia decisiva. Göring, ossessionato come era dal mantenere la propria base di potere all'interno della Luftwaffe, non fece nulla per appianare queste divergenze strategiche tra i suoi comandanti. Va aggiunto che le convinzioni sulla guerra aerea cui era attaccato erano superate e, in seguito, lo portarono a commettere gravi errori, sia tattici sia strategici.
La Luftwaffe risentì inoltre di una grave carenza d'informazioni circa l'apparato difensivo britannico. I servizi d'informazione tedeschi erano frammentati, divisi da profonda rivalità e, nel complesso, scarsamente efficienti. Nel 1940 c'erano pochi agenti tedeschi operativi in Inghilterra e qualche sporadico tentativo di infiltrare spie nel paese non diede alcun esito. Così la Luftwaffe non ebbe a disposizione informazioni aggiornate sullo stato e sull'organizzazione della difesa aerea della RAF, in particolare sul sistema di comando e controllo che era già stato organizzato prima della guerra e che si rivelò di cruciale importanza per l'efficace gestione della battaglia da parte britannica. Va detto che anche quando si avevano informazioni recenti e valide, gli alti comandi della Luftwaffe tendevano a ignorarle se apparivano in contrasto con l'opinione prevalente.
Per la maggior parte della battaglia, la Luftwaffe operò alla cieca, senza conoscere l'effettiva forza dell'avversario, né le sue capacità né il suo schieramento. Più volte gli alti comandi tedeschi si convinsero che il Comando Caccia fosse stato ridotto allo stremo, mentre più volte si attaccarono basi del Comando Bombardieri o della Difesa Costiera nella errata convinzione che fossero aeroporti del Comando Caccia. I risultati dei bombardamenti e degli scontri aerei furono sovrastimati, col risultato che la visione della situazione che avevano gli alti comandi della Luftwaffe si allontanò progressivamente dalla realtà. Queste carenze di comando e di informazione fecero sì che i tedeschi non riuscissero ad adottare una strategia coerente, anche quando la RAF si trovò con le spalle al muro.

## Il sistema di Dowding

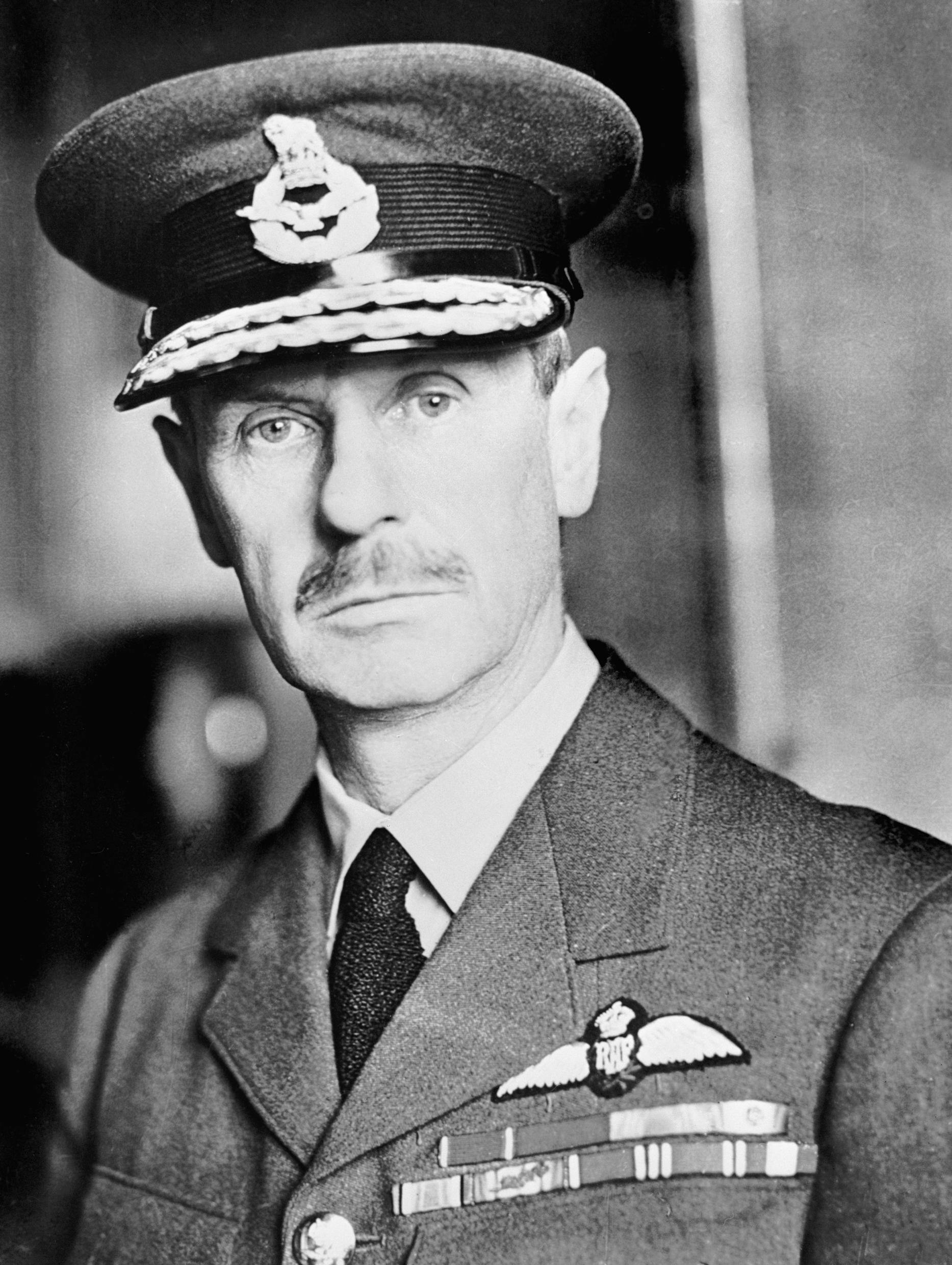
Hugh Dowding, comandante del Comando Caccia della RAF

La battaglia di Inghilterra fece entrare nella leggenda i caccia della RAF: lo Spitfire e l'Hurricane ma la vera pietra angolare della difesa inglese fu la complessa organizzazione di avvistamento, comando e controllo che gestì la battaglia, nota come il "sistema di Dowding", dal nome del suo principale artefice, il Maresciallo dell'Aria (Air Chief Marshall) Sir Hugh Dowding, comandante del Comando Caccia della RAF.
I primi rilevamenti degli attaccanti in arrivo provenivano dalle stazioni radar, chiamate in codice Catena Nazionale (Chain Home), che erano distribuite lungo le coste inglesi e che telefonavano, dopo l'avvistamento, alla Sala Filtro del Comando Caccia. Gli incursori, una volta oltrepassate le stazioni della Rete Nazionale (che avevano le antenne radar puntate verso il mare), erano presi in carico dal Corpo Avvistatori (Observer Corp), che li seguiva da terra utilizzando una rete di osservatori dotati di binocoli. Le informazioni, valutate e integrate dalla "Sala Filtro" erano poi passate alla "Sala Operativa del Comando Caccia", a quella del Gruppo e a quelle di tutti i settori interessati.
Ogni Sala Operativa aveva il proprio tavolo a mappa (plotting table), grandi mappe sulle quali le formazioni delle forze in campo erano rappresentate da pedine la cui posizione era continuamente aggiornata sulla base delle informazioni che man mano affluivano. Nella sala operativa del gruppo, il controllore di turno decideva quale settore doveva contrastare l'incursione e quanti caccia bisognava far intervenire. Il controllore di Settore coordinava le squadriglie alle sue dipendenze, ordinando i vari livelli di prontezza operativa o il decollo su allarme. Di solito, almeno all'inizio della battaglia, i controllori erano ufficiali piloti con esperienza di combattimento.
Non è chiaro il ruolo svolto nella battaglia d'Inghilterra dalla decifrazione delle comunicazioni segrete tedesche, criptate usando le macchine cifratrici Enigma. Ultra, l'insieme di informazioni ottenute grazie alle intercettazioni di Enigma, fornì agli alti comandi inglesi una preziosa visione delle intenzioni tedesche ma sembra che ben poco di tutto questo sia giunto sino alla scrivania di Hugh Dowding. D'altro canto il servizio di ascolto radio Y, che teneva sotto controllo il traffico radio tedesco, contribuì notevolmente all'individuazione precoce delle incursioni della Luftwaffe.
La responsabilità della difesa dello spazio aereo inglese fu ripartita tra più Gruppi (Brigate Aeree) di Caccia: il 10º Gruppo, responsabile della difesa del Galles e dell'Inghilterra occidentale, era comandato dal Vice Maresciallo dell'Aria Sir Quintin Brand. L'11º Gruppo copriva il Sud-est dell'Inghilterra e le vitali rotte di accesso a Londra, il suo comandante era il Vice Maresciallo dell'Aria Keith Park. Il 12º Gruppo, comandato dal Vice Maresciallo dell'Aria Trafford Leigh-Mallory, difendeva le Midlands e l'East Anglia. Infine, il 13º Gruppo copriva il Nord dell'Inghilterra, la Scozia e l'Irlanda del Nord, ed era comandato dal Vice Maresciallo dell'Aria Richard Saul.

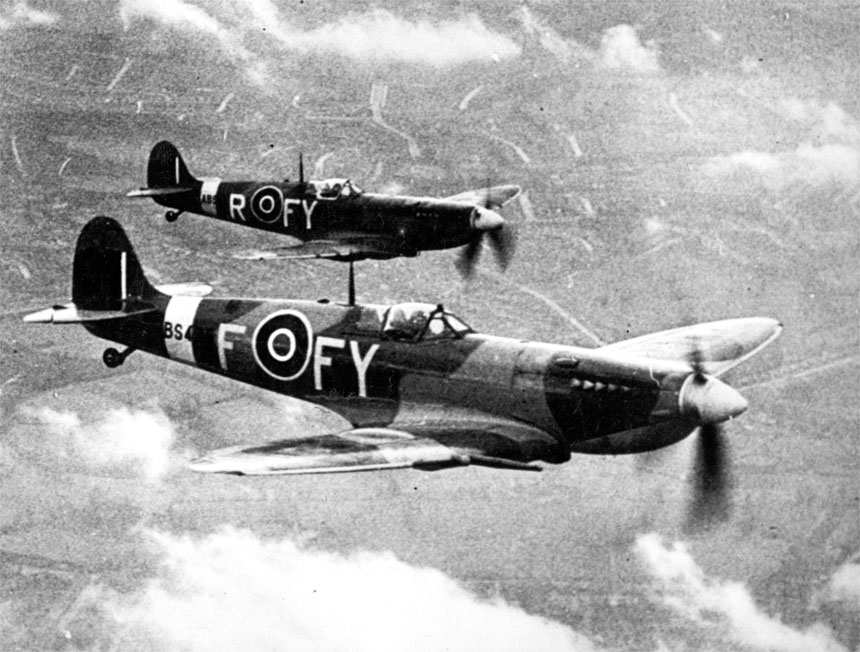
L'aereo da caccia britannico Spitfire

Le aree di competenza dei Gruppi erano a loro volta suddivise in Settori, ciascuno dei quali aveva alle proprie dipendenze un numero di Squadroni variabile tra i due e i quattro. Le basi di Settore, costituite da un aeroporto e da un posto comando, erano il cuore di questa organizzazione ma ciascuna base aveva degli aeroporti satellite presso cui disperdere gli Squadroni. I Quartieri Generali di Gruppo passavano le informazioni alle basi di Settore e davano istruzioni circa il decollo su allarme (scramble) degli squadroni loro assegnati. Una volta in volo, gli Squadroni erano guidati via radio dalle loro basi di Settore che ne stabilivano l'impiego: agli Squadroni poteva venir ordinato di intercettare gli incursori oppure di proteggere gli aeroporti o altri bersagli di vitale importanza.
Sebbene a quel tempo fosse il più sofisticato sistema di difesa aerea del mondo, il "Sistema di Dowding" presentava molti limiti. Nella lettura dei dati radar si potevano verificare gravi errori di interpretazione (ed era compito della Sala Filtro cercare di ridurne il numero), mentre il Corpo Avvistatori non era in grado di seguire le forze attaccanti di notte e col cattivo tempo. Le comunicazioni radio con gli apparecchi in volo risentivano del fatto che la RAF utilizzava ricetrasmittenti in banda HF (alta frequenza), che avevano limiti di portata e, anche utilizzando una rete di ponti radio, gli Squadroni erano costretti a operare all'interno del proprio settore o, al massimo, in uno di quelli adiacenti. Inoltre, le apparecchiature erano limitate a una sola frequenza per Squadroni, rendendo così impossibile la comunicazione tra Squadroni diversi. Infine, il sistema per seguire i caccia della RAF, noto come HF/DF o "Huff-Duff", non consentiva l'uso contemporaneo di più di quattro Squadroni per Settore.
Nonostante questi limiti, il Comando caccia della RAF riuscì a raggiungere alti livelli di efficienza, riuscendo a ottenere anche tassi d'intercettazione superiori all'80%. I problemi connessi alle radiotrasmissioni in fonia furono risolti più avanti nel corso della battaglia con l'adozione di apparati radio operanti in frequenza altissima (Very High Frequency-VHF), che permettevano comunicazioni in fonia più chiare, avevano una portata maggiore e consentivano l'uso di più canali. Pur con tutti i suoi difetti, la RAF aveva comunque un sistema di controllo a terra che consentiva ai suoi caccia di essere là dove servivano. La Luftwaffe, priva di un sistema simile, si trovò sempre in svantaggio.

## Le tattiche dellaLuftwaffe

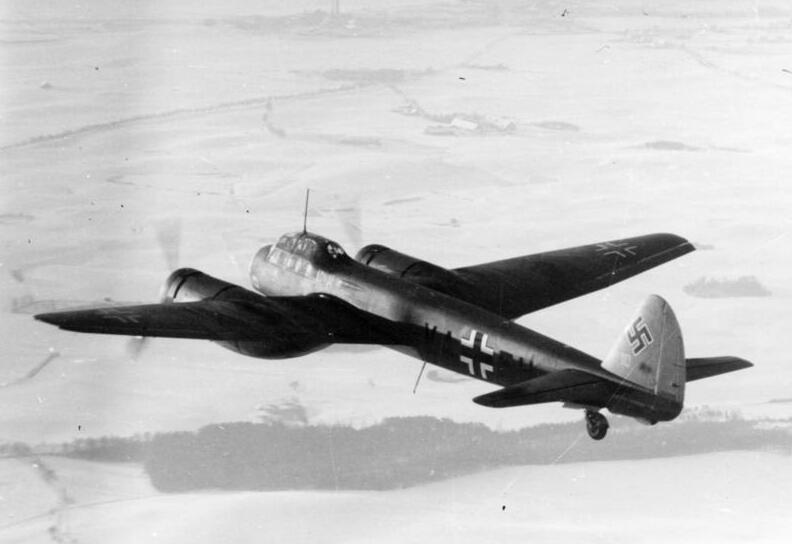
Lo Junkers Ju 88, il primo aereo della Luftwaffe a effettuare un'incursione in Gran Bretagna

Nel corso della battaglia, la Luftwaffe cambiò in misura notevole le proprie tattiche per cercare di aprirsi un varco nelle difese della RAF. Si lanciarono molte missioni di Freie Jagd (caccia libera), nella speranza di sorprendere i caccia della RAF. I controllori della RAF furono spesso in grado di identificare queste "cacce libere" e di indicare ai propri Squadroni come evitarle. La Luftwaffe cercò anche di usare come esca piccole formazioni di bombardieri, protette da vicino da un gran numero di caccia di scorta. Questa tattica ebbe maggiore successo ma il compito della scorta ravvicinata costringeva i caccia a volare alla stessa quota e velocità dei più lenti bombardieri e con ciò li rendeva più vulnerabili. Le perdite più gravi si ebbero di conseguenza proprio tra le unità di scorta.
Le tattiche standard per i raid divennero presto un amalgama di tecniche diverse. Una caccia libera poteva precedere un attacco, per cercare di sgomberare dagli intercettori la rotta degli incursori. I bombardieri penetravano ad altitudini comprese tra i 10000 e i 16000 piedi (approssimativamente fra i 3000 e i 5000 metri), a volte protetti da una scorta ravvicinata di caccia. Una scorta "distaccata" (o top cover, copertura in quota) poteva proteggere i bombardieri da una quota superiore e garantiva una protezione a distanza più efficace perché non era costretta alle quote e alle velocità, penalizzanti per i caccia, tenute dalle formazioni dei bombardieri.
Le tattiche della Luftwaffe furono influenzate dalle caratteristiche dei loro caccia, essenzialmente il monomotore Bf 109 e il bimotore Bf 110. I Bf 110 Zerstörer (caccia distruttore) si rivelarono, però, troppo vulnerabili di fronte agli agili caccia monomotore della RAF e ben presto dovettero venire essi stessi scortati. In seguito il loro impiego venne sottoposto a severe restrizioni. L'onere maggiore delle missioni di caccia ricadde quindi sulle spalle dei Bf 109, non adatti a tale tipo di missione a causa della loro autonomia piuttosto scarsa, che a un certo punto li costringeva ad abbandonare i bombardieri scortati per rientrare o ad accettare il combattimento coi caccia britannici aumentando enormemente il consumo di carburante con tutte le conseguenze del caso.

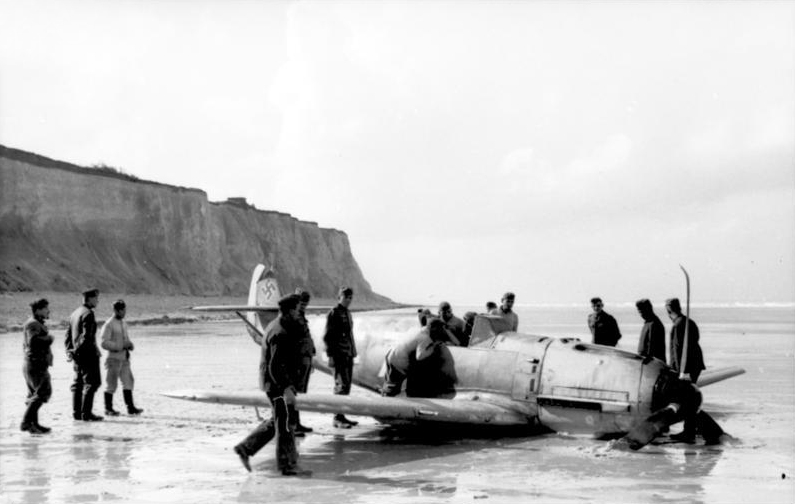
Atterraggio di emergenza in spiaggia di un Messerschmitt Bf 109 tedesco

Nonostante queste limitazioni i Bf 109 si rivelarono combattenti formidabili, grazie soprattutto alle tattiche più moderne impiegate dai piloti tedeschi, nel complesso più esperti dei loro avversari britannici. I Bf 109 erano impiegati in formazioni sciolte a coppie (Rotte) o in quartetti (Schwarm) che permettevano a ciascun membro della formazione di proteggere i propri compagni. La libertà della formazione consentiva incroci rapidi e attacchi estremamente flessibili, con frequente ricorso alla maggiore velocità ascensionale e in picchiata del Bf 109. Le tattiche d'impiego dei caccia vennero peraltro complicate dalle richieste degli equipaggi dei bombardieri che pretendevano una protezione più ravvicinata. I manuali per i piloti da caccia della Luftwaffe scoraggiavano l'eroismo inutile, evidenziando al massimo, invece, l'importanza di attaccare solo quando le probabilità erano a favore del pilota. Questa regola non poteva essere seguita nelle missioni di scorta ravvicinata ai bombardieri, dato che, così facendo, il caccia perdeva la sua flessibilità tattica e il vantaggio della quota.
I bombardieri ebbero l'appoggio di Göring che, dopo le aspre battaglie del 15 agosto e del 18 agosto, non si fece pregare per ordinare l'incremento delle scorte ravvicinate, cosa che costrinse molti più Bf 109 a restare vicino ai bombardieri, e, se questo garantì una più efficace protezione ai bombardieri, causò molte perdite ai reparti da caccia.

## Le tattiche della RAF
Il peso della battaglia ricadde sull'11º Gruppo della RAF. La tattica di Keith Park era quella di lanciare in battaglia singoli Squadroni. Lo scopo era di sottoporre gli incursori ad attacchi continui, sferrati da un numero relativamente ridotto di aerei, e di scompaginare in questo modo le formazioni dei bombardieri. Una volta rotta la formazione, i bombardieri dispersi sarebbero stati colpiti uno per uno. Nel caso in cui più squadroni avessero intercettato un'incursione, i più lenti Hurricane avrebbero attaccato i bombardieri, mentre sarebbe toccato ai più agili Spitfire affrontare i caccia di scorta. Non sempre si poté applicare questa procedura, e Spitfire e Hurricane spesso si scambiarono i ruoli.
Nelle fasi iniziali della battaglia, la RAF fu ostacolata dalla fiducia riposta in tattiche di combattimento obsolete che costringevano i propri Squadroni a volare in rigide formazioni di tre aerei (dette vics, in cui il leader e le due ali volavano in formazione ravvicinata e alla stessa quota, ostruendosi così a vicenda la visuale) e a condurre gli attacchi "secondo il manuale" (cioè secondo procedure definite prima della guerra e che non tenevano conto né delle caratteristiche dei nuovi caccia ora disponibili né del modo di combattere dei piloti della Luftwaffe).

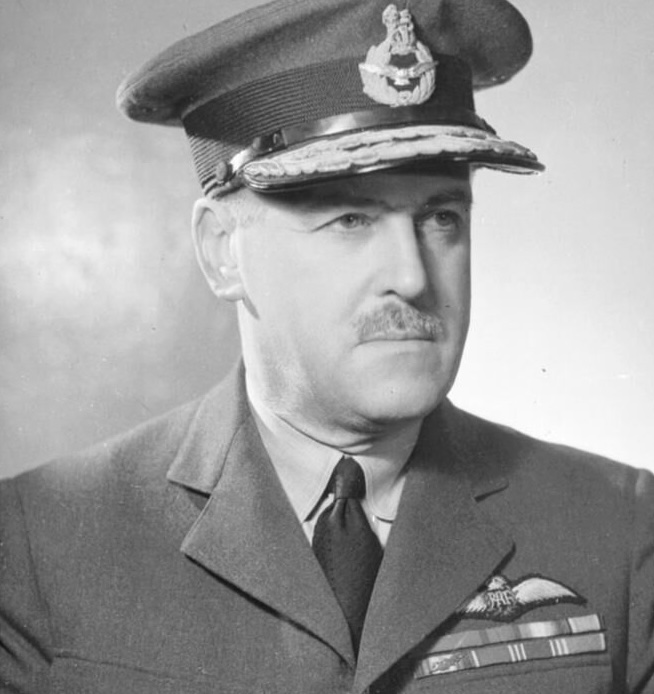
Trafford Leigh-Mallory, comandante del 12º Gruppo RAF

I piloti tedeschi soprannominarono le vics Idiotenreihen (fila degli idioti) perché rendevano gli Squadroni più vulnerabili agli attacchi. I tedeschi usavano invece la formazione a quattro (Schwarm), con due coppie di caccia (Rotten) scalati in quota e ampiamente distanziati tra loro, meno rigida e più flessibile che permetteva maggiore copertura reciproca e tattiche di attacco rapide e aggressive con frequenti incroci e utilizzo della maggiore velocità in salita e di accelerazione degli aerei tedeschi. Questa formazione, chiamata in seguito dagli anglosassoni "quattro dita" (finger four) e messa a punto dai piloti della Luftwaffe durante la guerra di Spagna (principalmente da Werner Mölders) si dimostrò molto più efficace e permise ai caccia tedeschi di ottenere risultati notevoli, nonostante le eccellenti prestazioni dei caccia britannici, l'aggressività dei piloti inglesi (pur meno esperti di quelli tedeschi) e lo svantaggio di combattere su territorio nemico con limitatissima autonomia di volo. Dopo la fine della battaglia d'Inghilterra anche i piloti della RAF adottarono, con un certo successo, la formazione tedesca.
Il fatto che i caccia tedeschi impegnati in missioni di caccia libera venissero spesso ignorati dal Comando Caccia, conferma che ciò che interessava alla RAF era distruggere i bombardieri. Dowding vigilava affinché i suoi uomini si preoccupassero di distruggere i cacciabombardieri e cercassero di evitare lo scontro diretto con i caccia tedeschi in modo da salvaguardare i mezzi inglesi.
Durante la battaglia, alcuni comandanti, in modo particolare Trafford Leigh-Mallory del 12º Gruppo, propose che gli squadroni si riunissero in grosse formazioni (big wing) per attaccare in massa il nemico. I sostenitori di questa tesi affermavano che l'intercettazione da parte di forze consistenti causava maggiori perdite agli attaccanti, riducendo al contempo le proprie. Chi vi si opponeva sottolineava che la formazione di un big wing richiedeva troppo tempo e che quella strategia aumentava il rischio di far sorprendere i caccia a terra in fase di rifornimento. Analisi condotte nel dopoguerra concordano nel ritenere che l'approccio di Dowding e Park fosse il migliore per l'11º Gruppo, che era più vicino alla costa e quindi non aveva a disposizione il tempo necessario a far salire in quota e comporre in formazione un gran numero di aerei. Questa controversia danneggiò la carriera di Park dopo la fine della battaglia e fu una delle cause delle dimissioni di Dowding dal Comando Caccia.

## Le fasi della Battaglia
(Winston Churchill.)
La battaglia d'Inghilterra può essere divisa in quattro fasi:
- 10 luglio - 11 agosto: la Kanalkampf, le battaglie sulla Manica
- 12 agosto - 23 agosto: Adlerangriff, i primi attacchi contro gli aeroporti lungo la costa
- 24 agosto - 6 settembre: la Luftwaffe attacca gli aeroporti, è la fase più critica della battaglia.
- dal 7 settembre in poi: gli attacchi diurni si concentrano su Londra.

### Kanalkampf
La Kanalkampf si concretizzò in una serie di combattimenti nello spazio aereo sovrastante i convogli di mercantili in rotta attraverso il canale della Manica. In generale queste battaglie al largo della costa favorivano i tedeschi: le massicce scorte di cui godevano i bombardieri erano sempre in superiorità numerica rispetto alle pattuglie inviate in difesa ai convogli. Il numero di affondamenti fu tale che l'Ammiragliato britannico sospese la navigazione commerciale lungo la Manica. Questi primi scontri servirono comunque a entrambi gli schieramenti per accumulare esperienza e indicarono anche che alcuni tipi di aerei, ad esempio il Defiant, caccia biposto della RAF con quattro mitragliatrici in una torretta posteriore e il Bf 110 della Luftwaffe, erano inadeguati agli intensi scontri manovrati (dogfight) che avrebbero caratterizzato il seguito della battaglia.
L'ultimo giorno della prima fase (11 agosto) rimase ucciso in combattimento Donald Cobden, aviatore e rugbista neozelandese, nel corso di un serrato combattimento tra la sua squadriglia e una quarantina di Bf 110.

### Adlerangriff

La mappa mostra le basi inglesi e tedesche e la zona coperta dai radar

Le condizioni meteorologiche, che tanta parte avrebbero avuto nell'evolversi della campagna, ritardarono l'Adlertag fino al 13 agosto. Ma già il 12 fu effettuato un primo tentativo di accecare il sistema di Dowding: aerei dell'unità speciale di caccia-bombardieri Erprobungsgruppe 210 attaccarono quattro stazioni radar; di queste tre furono messe fuori servizio ma tornarono operative nel giro di sei ore. Questo raid dimostrò che non era semplice mettere fuori uso per un lungo periodo di tempo i radar inglesi ma il fatto che la Luftwaffe non si impegnò in attacchi ripetuti contro di essi consentì alla RAF di riattivarli rapidamente dopo ogni incursione.
L'Adlertag iniziò con una serie di attacchi contro gli aeroporti situati lungo la costa, usati dalla RAF come postazioni avanzate per i propri caccia. Nel corso della settimana gli attacchi si spostarono verso l'interno e vennero lanciate ripetute incursioni contro la rete di radar. Il 15 agosto fu il "gran giorno", quello in cui la Luftwaffe lanciò il massimo numero di incursioni di tutta la campagna. In questa data si vide anche il più importante contributo dato dalla Luftflotte 5 alla battaglia, con l'attacco all'Inghilterra settentrionale. Poiché si credeva che l'intera forza del Comando Caccia fosse concentrata nelle basi del lontano Sud, la forza di attacco, proveniente dalla Danimarca e dalla Norvegia, si trovò impreparata di fronte alla dura resistenza dei difensori: la scorta era costituita dai caccia a lungo raggio Bf 110 Zerstorer, inadeguati a fronteggiare i caccia inglesi. Il risultato fu che venne abbattuta una gran quantità di bombardieri attaccanti; la Luftflotte 5, dopo questa dura sconfitta, non partecipò più in forze alla battaglia.
Il 18 agosto, il "giorno più duro", fu il giorno in cui entrambi gli schieramenti subirono il massimo delle perdite. In seguito a ciò, alla prostrazione fisica degli equipaggi e al maltempo, il ritmo delle operazioni rallentò, consentendo alla Luftwaffe di fare il punto della situazione. Il "giorno più duro" segnò la fine dell'impiego del bombardiere in picchiata Junkers Ju 87 Stuka. Questo veterano della Blitzkrieg era semplicemente troppo vulnerabile agli attacchi dei caccia e, per salvare la flotta degli Ju 87 Stuka, Göring li ritirò dai combattimenti. Questa decisione, però, privò la Luftwaffe del suo principale strumento per i bombardamenti di precisione, compito che ricadde sulle spalle del già oberato Erprobungsgruppe 210. Ma Göring non aveva ancora finito: il Me 110 Zerstörer si era mostrato troppo pesante e senza accelerazione per poter contrastare i caccia avversari nel combattimento manovrato, perciò si decise di limitarne l'utilizzo solo nei casi in cui fosse necessaria la loro grande autonomia, o quando fosse disponibile un'adeguata scorta di caccia monomotore.
Göring prese anche la fatale decisione d'imporre scorte più consistenti ai bombardieri, a spese delle missioni di caccia libera. Il peso maggiore dei bombardamenti ricadeva sulla Luftflotte 2 e la maggior parte dei Me 109 in carico alla Luftflotte 3 venne trasferita sotto il commando di Kesselring e andò a rinforzare le basi dei caccia attorno al passo di Calais. Privata della propria forza di caccia, la Luftflotte 3 si dovette concentrare sulla campagna di bombardamento notturno. Come ultima cosa Göring ordinò d'interrompere gli attacchi alla catena radar, considerati un fallimento: né il Reichsmarschall né i suoi subordinati compresero l'importanza vitale per la difesa dell'Inghilterra delle stazioni della Rete Nazionale. Era noto che i radar fornivano una qualche forma di allarme precoce contro le incursioni ma i piloti da caccia tedeschi tendevano a sottovalutare l'argomento perché stavano cercando lo scontro risolutore con la RAF e ritenevano che qualsiasi cosa potesse spingere gli inglesi al combattimento fosse la benvenuta.

### LaLuftwaffemira agli aeroporti
A partire dal 24 agosto, la battaglia fu essenzialmente un feroce combattimento fra la Luftflotte 2 di Kesselring e l'11º Gruppo di Park. La Luftwaffe concentrò tutta la propria forza nel tentativo di annientare il Comando Caccia e si dedicò ad attacchi ripetuti agli aeroporti. Dei 33 attacchi principali condotti nelle due settimane successive, 24 furono contro gli aeroporti. Le stazioni dei settori chiave furono attaccate più volte: Biggin Hill e Hornchurch, quattro volte ciascuna, Debden e North Weald due. Subirono pesanti attacchi anche Croydon, Gravesend, Rochford, Hawkinge e Manston.
A dimostrazione delle loro lacune nel campo dello spionaggio, i tedeschi tentarono almeno sette volte di attaccare Eastchurch, nell'errata convinzione che fosse una base del Comando Caccia. A volte queste incursioni misero fuori uso le stazioni di settore, minacciando l'integrità del sistema di Dowding, e gli inglesi dovettero ricorrere a misure di emergenza per mantenere operativi i Settori o, almeno, per mascherare le falle che si aprivano nella Rete.

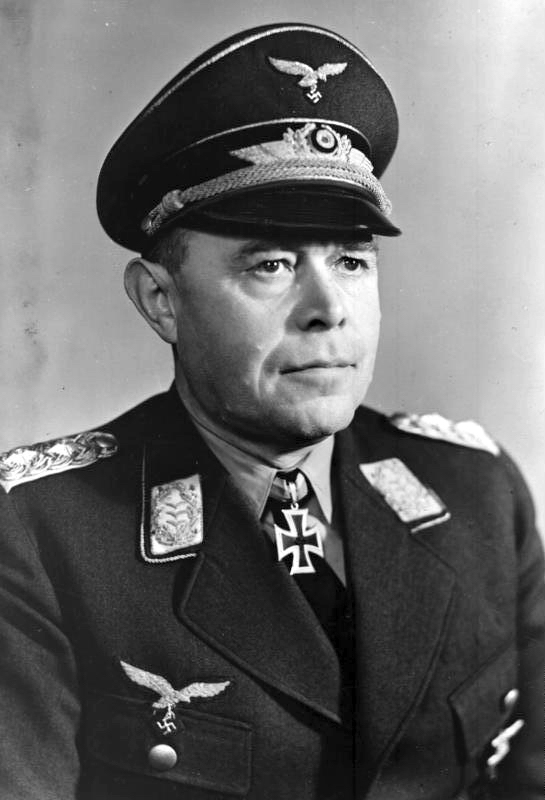
Albert Kesselring, generale tedesco protagonista della battaglia

Fu un periodo disperato per la RAF, che stava anche subendo molte perdite nei cieli. Le industrie potevano rimpiazzare gli aerei ma più grave era la situazione dei piloti: nella settimana dopo l'Adlertag Dowding aveva perso l'80% dei suoi comandanti di squadriglia (morti, feriti o ritirati dalla battaglia). I nuovi piloti riuscivano a fatica a colmare le perdite ma il periodo di addestramento venne ridotto dai sei mesi pre-bellici a quindici giorni. Per i novellini, inviati ai reparti senza una sufficiente esperienza di volo e privi di un reale addestramento al combattimento, era già un atto eroico atterrare con un caccia monoposto ad alte prestazioni. Emerse in questo periodo il bisogno di arruolare piloti esperti di nazioni sconfitte dalla Germania: i molti piloti dei Dominion già arruolati nel Comando Caccia (australiani, sudafricani, neozelandesi e canadesi) furono rinforzati dall'arrivo dei nuovi squadroni composti da cechi e polacchi. In forza ai vari squadroni c'erano anche piloti di altre nazionalità, inclusi francesi, belgi e alcuni statunitensi.
Se non altro, la RAF aveva il vantaggio di combattere sopra un territorio amico. I piloti che riuscivano a lanciarsi col paracadute dal proprio aereo abbattuto potevano essere di ritorno al proprio aeroporto nel giro di qualche ora. Per gli equipaggi della Luftwaffe, un lancio sopra l'Inghilterra significava la cattura, mentre farlo sopra la Manica molto spesso significava morire affogati o congelati. Il loro morale iniziò a risentirne e cominciò ad apparire il kanalkrankheit, o "Malattia della Manica", una forma di stress da combattimento. Per i tedeschi il problema dei rimpiazzi era ancora più grave che non per gli inglesi. Sebbene la Luftwaffe mantenesse sempre la superiorità numerica, il rifornimento di nuovi aerei e piloti era lento, e questo pesava sempre più sulle risorse delle forze restanti.
Eppure, la Luftwaffe stava vincendo la battaglia degli aeroporti. Ancora poche settimane di martellamento, e la RAF sarebbe stata costretta a ritirare i propri squadroni dall'Inghilterra meridionale. Il comando della Luftwaffe, però, non se ne rendeva conto: vedeva solo la propria forza di bombardieri assottigliarsi e cominciava a disperare di riuscire a rispettare la tempistica originale. Non si riusciva a capire come mai la RAF non fosse già collassata, o come riuscissero sempre ad avere i caccia nel posto giusto, indipendentemente da quante incursioni si organizzassero (conseguenza questa dell'incomprensione del ruolo dei radar nel sistema di difesa aerea inglese). Bisognava fare qualcosa per spingere la RAF a una battaglia decisiva. Va comunque ricordato che i tedeschi (privi di un adeguato sistema di informazioni) sottostimarono sempre la capacità industriale inglese di rimpiazzare le perdite subite.
Il 4 settembre, in seguito al raid su Berlino della notte tra il 25 agosto e il 26 agosto (effettuato come ritorsione al bombardamento accidentale di Londra), Hitler, la cui residenza era stata sfiorata da una delle bombe cadute nel quartiere della Wilhelmstrasse, tolse il divieto di bombardare la capitale inglese («Ho tentato di risparmiare gli inglesi. Essi hanno preso la mia umanità per debolezza, e rispondono assassinando donne e bambini tedeschi. Raderò al suolo le loro città»). L'incursione su Berlino scosse profondamente l'orgoglio di Göring, che in precedenza aveva proclamato che mai sarebbe stato permesso agli inglesi di bombardare la città («Se un aeroplano inglese riesce a forzare le nostre difese aeree, se una sola bomba cade su Berlino, voglio chiamarmi Mayer»). Kesselring colse la propria occasione e propose a Göring di cambiare strategia. Nonostante Sperrle sostenesse la necessità di continuare gli attacchi contro gli aeroporti, Kesselring riuscì a convincere il Maresciallo del Reich ad attaccare Londra. I raid avrebbero gettato nel panico gli inglesi, facendo loro accettare la resa, o, almeno, avrebbero costretto al combattimento gli «ultimi cinquanta Spitfire», consentendone la distruzione. Questo attacco non era più visto come una premessa a Seelöwe ma era visto come un'azione in sé risolutiva.

### Attacchi su Londra

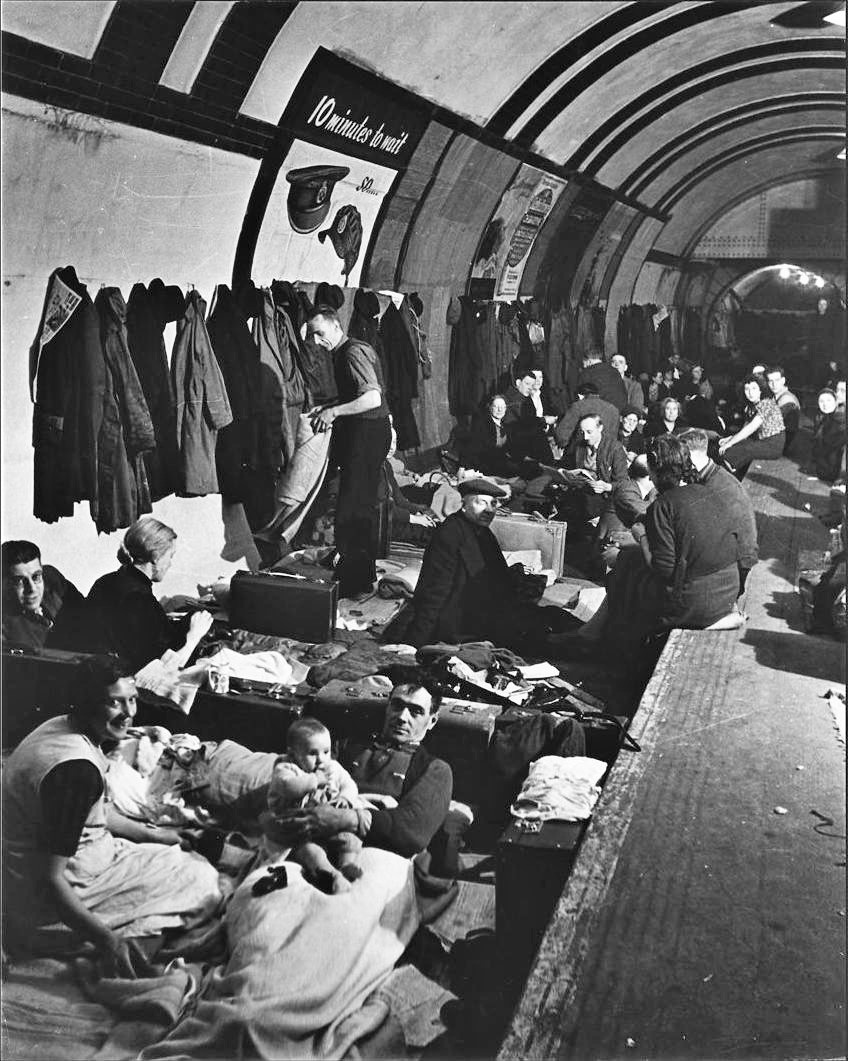
Una stazione della metropolitana di Londra usata come rifugio antiaereo

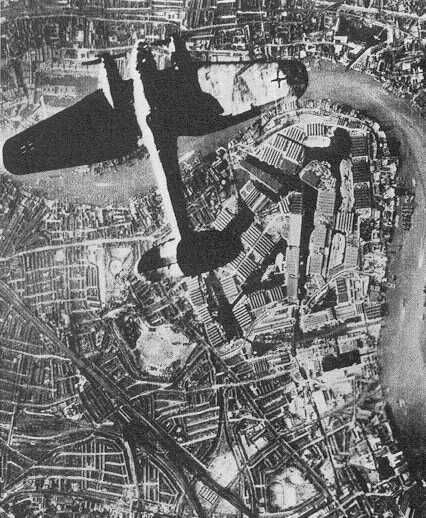
Un fotomontaggio della propaganda nazista mostra un He 111 sui Docks di Londra

Il 7 settembre fu lanciato il primo attacco su Londra, obiettivo i moli dell'East End della città. Nei giorni seguenti ci furono massicci e ripetuti attacchi contro la città. A volte il loro bersaglio furono le installazioni portuali (obiettivi militari "legittimi"), altre volte, però, si trattò di bombardamenti indiscriminati. La RAF entrò in azione, con forze nettamente superiori a quanto si aspettava la Luftwaffe. Per la prima volta venne schierato il big wing caldeggiato dal 12º Gruppo, e questo gettò nello sconforto i piloti tedeschi. Gli attacchi su Londra, in ogni caso, continuarono a scapito degli attacchi contro gli aeroporti. Questo allentamento della pressione contro le proprie infrastrutture ridiede fiato alla RAF e al suo personale che riuscì a ripristinare le proprie basi nell'Inghilterra meridionale, duramente colpite nelle settimane precedenti. Fu il punto di svolta della campagna.
Senza dubbio, l'aspetto più negativo della nuova strategia tedesca, per gli attaccanti, era la maggior distanza di Londra dalle loro basi di partenza. I Messerschmitt Bf 109 di scorta non portavano abbastanza carburante: una volta sulla capitale, avevano solo dieci minuti di volo prima di dover tornare alle proprie basi. Molte volte i bombardieri si trovarono completamente indifesi, perché la loro scorta era dovuta rientrare. Il risultato fu una serie di attacchi disastrosi, che raggiunsero il loro culmine il 15 settembre (195 aerei tedeschi abbattuti secondo gli annunci britannici dell'epoca, 60 in realtà, come riconosciuto a guerra finita). Göring, colpito da questo rovescio, accusò furiosamente di mancanza di combattività i piloti dei caccia, che vennero difesi dall'asso Adolf Galland.

### Hitler rinuncia all'invasione
Il 19 settembre, accertata l'impossibilità di neutralizzare la RAF, Hitler rinviò a tempo indefinito l'operazione Seelöwe. Ma la battaglia d'Inghilterra non era ancora terminata. Gli attacchi aerei sarebbero continuati sporadicamente sino alla fine dell'anno. I caccia sarebbero stati adattati al ruolo di bombardieri veloci per attacchi fastidiosi sull'Inghilterra meridionale. Dall'ottobre 1940 fino all'inizio dell'operazione Barbarossa, vennero lanciate ancora 40000 sortite e vennero sganciate più di 38000 tonnellate di bombe ad alto esplosivo e 3500 tonnellate di bombe incendiarie.
Entrambi gli schieramenti della battaglia esagerarono la stima del numero di apparecchi avversari abbattuti. Di solito gli abbattimenti rivendicati erano il doppio o il triplo di quelli effettivi e questo avveniva a causa della confusione della concitazione degli scontri aerei: chiunque sparasse una raffica contro un aereo che poi precipitava, lo reclamava come propria vittima; nessuno, inoltre, aveva tempo di stare a guardare cosa succedesse effettivamente a un avversario colpito. Le analisi effettuate nel dopoguerra mostrano che tra luglio e settembre la RAF perse 1023 caccia, mentre gli aerei persi dalla Luftwaffe furono 1887, di cui 873 erano caccia. I piloti polacchi sono accreditati di 201 abbattimenti. Alle perdite della RAF vanno aggiunti anche 376 aerei del Comando Bombardieri e 148 del Royal Air Force Coastal Command, persi in missioni di bombardamento, pattugliamento costiero e di posa mine.

## Le conseguenze

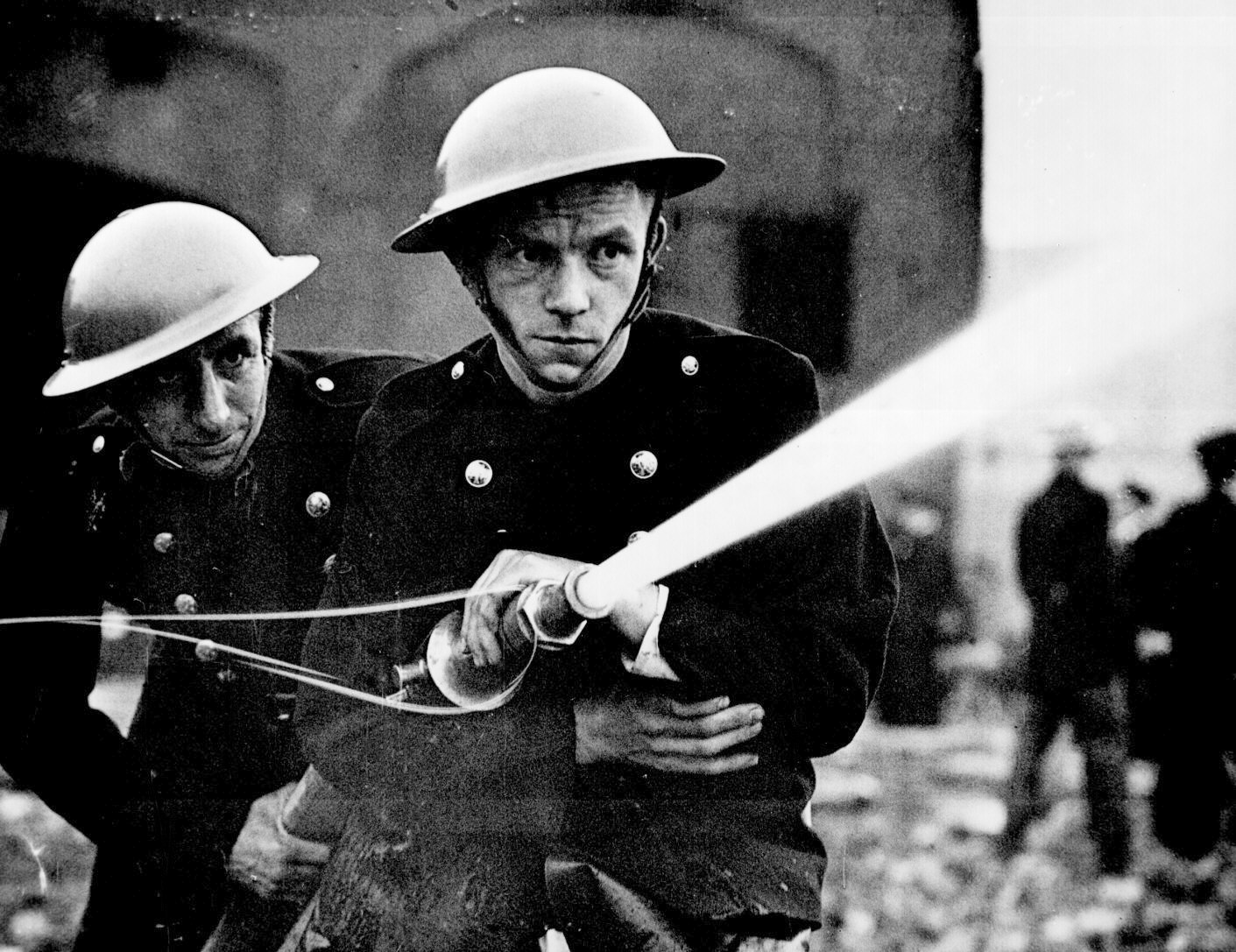
Vigili del fuoco mentre cercano di domare un incendio causato dai bombardamenti

Nel complesso la battaglia d'Inghilterra fu una significativa vittoria britannica. Si trattò certamente di una battaglia piccola, sia in termini di numero di combattenti impiegati sia di perdite subite ma, se fosse stata vinta dai tedeschi, la storia si sarebbe svolta in maniera profondamente diversa. La vittoria britannica segnò il primo fallimento della macchina da guerra di Hitler e generò un netto cambiamento di orientamento dell'opinione pubblica statunitense, sino ad allora dubbiosa circa la capacità britannica di resistere ancora a lungo contro la Germania.
Gli studiosi moderni hanno suggerito che fosse impossibile per la Luftwaffe vincere la battaglia, dopo aver concesso agli inglesi tempo prezioso per riorganizzarsi in seguito alla disfatta di Dunkerque; la semplice superiorità numerica non bastava per acquisire il dominio dell'aria. La strategia di Dowding e Park, scegliere quando affrontare il nemico e nel frattempo mantenere una forza coerente, si mostrò corretta.
Le teorie favorevoli al bombardamento terroristico, che facevano affidamento sul collasso morale del nemico, furono contraddette dalla resistenza britannica di fronte agli attacchi diurni e notturni. Lo spostamento dai bombardamenti strategici verso quelli terroristici permise alla RAF di riprendersi e di difendere lo spazio aereo britannico. Anche se gli attacchi contro le basi dell'11º Gruppo continuarono, la RAF poté ritirarsi più a nord, fuori dal raggio d'azione dei caccia tedeschi e proseguire da lì la battaglia. I documenti analizzati nel dopoguerra mostrano che le perdite britanniche vennero rimpiazzate più velocemente che non quelle tedesche: la RAF mantenne la propria forza, mentre quella della Luftwaffe declinò gradualmente. Questo era dovuto anche al fatto che i combattimenti avvenissero principalmente sulla terraferma inglese, così ogni aviatore tedesco costretto a lanciarsi col paracadute veniva fatto prigioniero, diminuendo gli effettivi della Luftwaffe, mentre i piloti britannici e alleati, nella stessa situazione toccavano terra in territorio amico e potevano tornare al proprio reparto entro breve tempo, a volte anche lo stesso giorno. In termini di perdite di aerei ed equipaggi esperti, la battaglia d'Inghilterra fu un colpo dal quale la Luftwaffe non si riprese mai del tutto.

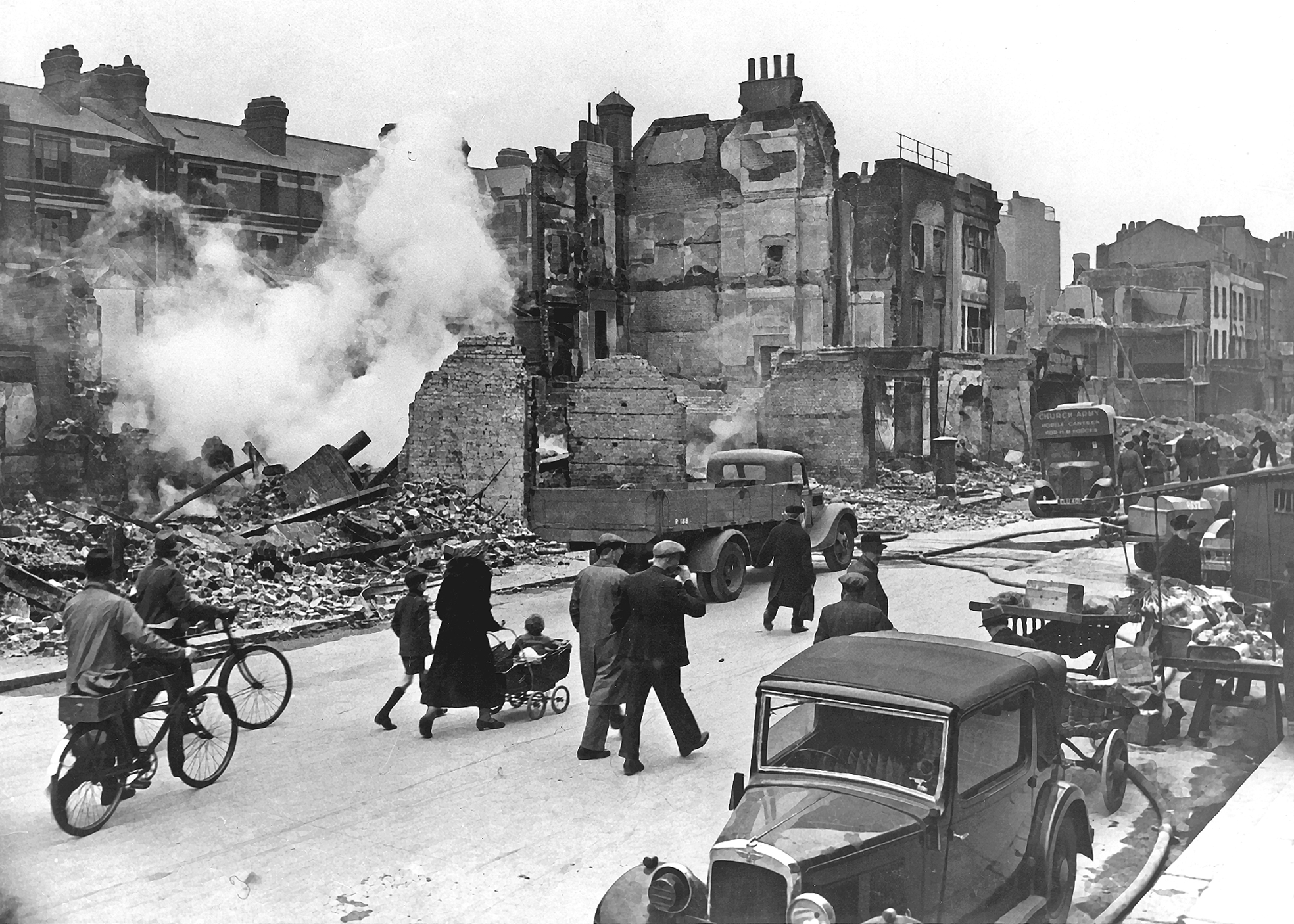
Danni a Londra a seguito dei bombardamenti

Contrariamente ai calcoli dell'Alto Comando tedesco, la strategia del terrore in sé stessa non poteva costringere il Regno Unito alla resa. Anche se i tedeschi lanciarono alcuni spettacolari attacchi contro importanti industrie britanniche, cessarono i bombardamenti strategici ben prima di distruggere il potenziale industriale britannico. Ma ogni ragionamento a posteriori non può negare che la minaccia per la RAF fosse reale e che ai protagonisti sembrò davvero che ci fosse solo un "piccolo margine" tra la vittoria e la sconfitta. La vittoria fu sia fisica sia psicologica: arrestò la marea delle sconfitte iniziata con l'Invasione della Polonia e rincuorò i nemici dell'Asse.
Il totale delle perdite civili britannici tra luglio e dicembre 1940 fu di 23002 morti e 32138 feriti. Una delle incursioni più drammatiche fu quella del 29 dicembre 1940 in cui morirono circa 3000 civili.
Winston Churchill riassunse l'effetto della battaglia e il contributo della RAF con parole passate alla storia: «Mai nel campo degli umani conflitti tanti dovettero così tanto a così pochi». Ancora oggi i piloti che hanno combattuto questa battaglia sono noti come "I Pochi" (The Few). In Inghilterra il 15 settembre è celebrato come il "giorno della battaglia d'Inghilterra", segnando il giorno di svolta delle battaglie diurne sopra i cieli di Londra.
Nella tradizione militare britannica, la battaglia d'Inghilterra è ricordata con orgoglio, alla pari di Waterloo, Trafalgar e Agincourt. Inoltre la battaglia è entrata nella leggenda popolare come l'esempio di una "piccola" isola (se si esclude il vasto Impero britannico) che, resistendo da sola contro l'aggressore nazista, riuscì a ottenere la primissima vittoria contro un nemico fino ad allora ritenuto invincibile.
La cosa più importante, ai fini dello sviluppo successivo della guerra, fu che la fine della battaglia d'Inghilterra consentì al Regno Unito di ricostituire la propria forza militare e di confermarsi come roccaforte degli Alleati. In seguito la Gran Bretagna servì da base per l'operazione Overlord, cioè lo sbarco in Normandia, nonché per i bombardamenti strategici nel cuore del Reich, culminati all'inizio del 1945 con il bombardamento di Dresda.

## Il contributo straniero

### Nella RAF

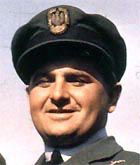
Antoni Głowacki pilota polacco affiliato alla RAF, accreditato come asso durante la battaglia

Sin dall'inizio della guerra, la RAF accettò piloti stranieri per integrare i propri ranghi. L'11 giugno 1940 il Governo polacco in esilio firmò un accordo col Governo britannico per costituire un Esercito polacco nel Regno Unito e, più in specifico, una Forza Aerea Polacca. Il primo dei due Squadroni polacchi (che crebbero di numero nel corso della guerra sino a diventare dieci) entrò in azione nell'agosto 1940. In totale furono quattro gli Squadroni polacchi che presero parte alla battaglia (gli Squadroni da bombardamento n. 300 e 301 e gli Squadroni da caccia 302, e 303) con un organico di 89 piloti. Se a questi si aggiungono gli oltre 50 che combatterono nelle file degli squadroni britannici, si ha un totale di 145 piloti polacchi che difesero i cieli inglesi. I piloti polacchi furono tra i più esperti e agguerriti tra quelli coinvolti nella battaglia, molti di loro avevano già combattuto nella campagna di settembre in Polonia e nella battaglia di Francia. Bisogna anche rilevare l'elevato standard di addestramento di questi piloti: lo Squadrone 303 (battezzato Tadeusz Kosciuszko dal nome dell'eroico generale polacco-americano) ottenne il maggior numero di vittorie (273) tra tutti gli Squadroni da caccia impiegati nel corso della battaglia d'Inghilterra, anche se entrò in combattimento solo a partire dal 30 agosto.
Per mettere le cose in prospettiva, il 5% dei piloti fu responsabile del 12% delle vittorie totali della battaglia.
Ci fu anche una presenza significativa di piloti cecoslovacchi. Due Squadroni da caccia cechi (310 e 312) presero parte alla battaglia. Contando anche i piloti operativi in altre unità alleate, un totale di 87 cechi difese i cieli inglesi. Fra questi, Josef Frantisek, che volava con lo Squadrone 303 (polacco), fu il maggiore asso alleato della battaglia d'Inghilterra con 17 abbattimenti confermati.
In numero modesto, ma significativo, parteciparono alla battaglia anche piloti belgi e francesi, che furono i primi a continuare la lotta dopo la sconfitta del loro paese.
Anche dagli Stati Uniti ancora neutrali arrivò un aiuto, anche se furono effettivamente furono solo nove i piloti statunitensi che combatterono durante il periodo convenzionalmente considerato come battaglia d'Inghilterra. Ci furono però tre Squadroni di volontari statunitensi, noti come Squadroni Eagle che operarono nella RAF poco dopo, col primo che divenne operativo nel febbraio 1941.
I numerosi piloti neozelandesi, canadesi, australiani e sudafricani appartenevano all'Impero britannico e quindi, pur provenendo da terre lontane, non erano "stranieri" in senso stretto. Una particolarità riguardava le uniformi di servizio australiane e neozelandesi, che si distinguevano per il colore blu da quelle della RAF, di colore grigio azzurro.

### Il Corpo Aereo Italiano
Per volontà di Mussolini, la Regia Aeronautica partecipò, in autunno, alla battaglia con il Corpo Aereo Italiano (al comando del generale Rino Corso Fougier), forte di 170 aerei: bombardieri FIAT B.R. 20, caccia FIAT C.R.42 e G.50 e ricognitori CANT Z 1007. A causa delle pessime condizioni meteo e della mancanza di addestramento e di strumentazione adatta al volo ognitempo, gli aerei italiani furono impegnati in un numero limitato di missioni. I Fiat G.50 non entrarono mai in contatto con aerei nemici mentre i C.R.42 si scontrarono in due grandi battaglie aeree nel novembre 1940 con i caccia britannici.
Scrive a questo proposito John E. Johnson: 
(Johnson, p. 309.)
I 17 bombardamenti svolti dagli italiani non provocarono molti danni materiali ma infastidirono il primo ministro Winston Churchill che nelle sue memorie riportò come nel novembre 1940 sessanta italiani tentarono di bombardare convogli alleati nella Medway e che 8 bombardieri e 5 caccia furono abbattuti.

## Filmografia
- Quinta squadriglia Hurricanes del 1952, diretto da George More O'Ferral.
- I lunghi giorni delle aquile (Battle of Britain) del 1969, diretto da Guy Hamilton.
- La battaglia d'Inghilterra (film 1969), diretto da Enzo G. Castellari.
- Hurricane del 2018, diretto da David Blair.
- Squadrone 303 - La grande battaglia del 2018, diretto da Denis Delic (regista).